# Zimbabwei dollár
A zimbabwei dollár (devizakód: ZWL) Zimbabwe hivatalos fizetőeszköze 1980-tól 2009-ig, majd 2019. június 24-től ismét. Váltópénze a cent, melyet 100 az 1-hez váltanak. Jelölésére a dollárjelet ($) használják, vagy pedig a többi dollár nevű pénznemtől való megkülönböztetés céljából a Z$ jelkombinációt. Története során többször sújtotta hiperinfláció, használatát ezért 2009-ben fel is függesztették.
Az infláció kordában tartására irányuló erőfeszítések, illetve a 2006-ban, 2008-ban és 2009-ben végrehajtott háromszori denomináció ellenére 2009. április 12-én gyakorlatilag megszüntették a nemzeti valuta használatát. Ez azután következett be, hogy a zimbabwei központi bank 2009 januárjában törvényessé tette a külföldi fizetőeszközök használatát a pénzügyi műveletekben. 2019. február 25-től újra hivatalos fizetőeszköz az országban, 2020 márciusától az amerikai dollárral párhuzamosan.
2009-től azok 2019. június 24-i betiltásáig Zimbabwéban mindenféle pénzügyi műveletre külföldi fizetőeszközt használtak, köztük a dél-afrikai randot, a botswanai pulát, az angol fontot, az eurót, a kínai jüant és az amerikai dollárt. Minderre amiatt volt szükség, mert a zimbabwei kormány politikájában ragaszkodott ahhoz, hogy csak akkor vezet be új zimbabwei valutát, ha az ország gazdasági teljesítménye javulni kezd.

## Története

### Első dollár
Az első zimbabwei dollárt 1980-ban vezették be, s ekkor az addig használt rodéziai dollárt paritáson váltották át dollárra. A pénz akkori ISO 4217 kódja ZWD volt. Bevezetésekor a zimbabwei dollár többet ért, mint egy amerikai dollár. Az induló átváltási árfolyam 1 ZWD = 1,47 USD volt. Azonban a pénz értéke az évek folyamán gyorsan elveszett. 2005. július 26-án egy millió Zimbabwei dollár ért egy font sterlinget.

### Második dollár
2005 októberében a Reserve Bank of Zimbabwe vezetője, dr. Gideon Gono a következő bejelentést tette: „Zimbabwének a következő évtől új fizetőeszköze lesz.” Új bankjegyek és érmék váltották fel az akkor forgalomban lévő zimbabwei dollárt. Gono nem adott nevet ennek az új fizetőeszköznek. 2006 júniusában David Chapfika pénzügyminiszter-helyettes azt mondta, az új pénz bevezetése előtt az országnak a makroökonómiai stabilitásra (a kétszámjegyű infláció elérésére) kellene törekednie.
2006. augusztus 1-jén a dollárt újra nominalizálták, s 1000 régebbi dollárért adtak 1 új dollárt. Az új dollár váltópénze a cent lett, melyből 100 ért egy egész dollárt, azonban a gyakorlatban a váltópénzt nem használták. A denominalizálással együtt a kormány bejelentette, hogy az amerikai dollárral szemben 60%-kal leértékeli a zimbabwei fizetőeszközt. Így a valóságban 101 000 régi dollár 250 új dollár értékével használatának idején egyenlő. Az ISO emiatt eredetileg bevezetett egy új devizakódot, a ZWN-t, ezt azonban, mivel a központi bank szerint nem történt pénznemváltás, a mai napig sem használják. Így a devizakód végül is 'ZWD' maradt.
A Gideon Gono által „Napkelte Hadműveletnek” nevezett átértékelési folyamat 2006. augusztus 21-én ért véget. A becslések szerint a pénzkínálat 22%-a, több tíz billió régi zimbabwei dollár nem került átváltásra.
2006. december 12-én dr. Gono arra célzott, mikor a bankokhoz és más pénzügyi intézményekhez intézett beszédet, hogy már eltervezte a monetáris reform következő, Második Napsütés Akciónak nevezett részét, melynek részleteit 2007 januárjában hozta nyilvánosságra. Ezt nem erősíthette meg rögtön Gono irodája, de a memorandum tartalmazott egy olyan részt is, mely szerint januárban új pénzt vezetnek be. Azonban az ország egyik legnagyobb bankjának elnök-vezérigazgatója azt mondta, az ipar játékosainak időt kell hagyni, hogy megértsék a kormány üzenetének az új pénz következő hónapban történő bevezetésére vonatkozó részét. Az új pénz egyik lehetséges neve a „ivhu” lehetett volna, ami shona nyelven földet jelent.
2007. február 2-án olyan tervek kaptak szárnyra, hogy hamarosan egy „harmadik” dollárt fognak bevezetni, melynek érméiről és bankjegyeiről több információt nyilvánosságra is hoztak. Azonban mivel az infláció ezt követően is négy számjegyű maradt, a belátható jövőben ezek a bankjegytervek valószínűleg el lesznek rakva, hogy jobb gazdasági környezetben valósítsák meg ezeket.
2007 februárjában a zimbabwei nemzeti bank az inflációt törvénytelenné nyilvánította, s számos terméknek az árát március 1. és június 30. között tilos volt emelni. Tisztviselők több zimbabwei cég vezetőjét letartóztatták, mivel ezek a vállalatok termékeik árait megemelték. Közgazdászok véleménye szerint ez a módszer hosszabb távon nem vezet eredményre. 2007. június 15-én Eddie Cross közgazdász a következőképp nyilatkozott: „Többen arról beszélnek, hogy a központi bank jövő héten három nullát le fog vágni a bankjegyek névértékéből, s ezt követően egy zimbabwei dollár egymillió régi dollárral lesz egyenértékű. A kereskedelemben és az iparban káosz uralkodik, és ez átterjed a magánszférára is.”
2007. szeptember 6-án a zimbabwei dollárt 92%-kal leértékelték, így egy amerikai dollárért 30 000 zimbabweit kellett adni. Ugyanekkor a fekete piaci árfolyam ennek a hússzorosa volt.
Ezalatt a WM/Reuters cég bevezetett egy forgalmi árfolyamot, mely a rendszerint a feketepiaci árfolyamot jelezte. Mivel az országban hiány van külföldi fizetőeszközből, a hivatalos árfolyamon képtelenség volt ezekhez hozzá jutni. Az átszámításhoz a vásárlóerő-paritást vették alapul, melynek kialakításában a hararei és a londoni tőzsdén egyaránt jegyzett cégek részvényárfolyamait használták fel.
A zimbabwei központi bank egyik, a The Zimbabwe Times-nak névtelenül nyilatkozó munkatársa szerint 2008 júliusában a bank felkért egy könyvvizsgáló céget, mely letett egy jelentést arról, hogyan lehetne megállítani az egyre szaporodó nullákat a bankjegyeken. A számjegyek számának kérdése a bank elnökének a területe, de előreláthatólag hat nullát fognak eltüntetni a bankjegyekről."

### Infláció
A vágtató infláció és a gazdaság összeomlása egyaránt a nullák elszaporodásához vezetett. Ennek eredményeképpen több szervezet most már itt is az amerikai dollárt, a font sterlinget, az eurót vagy a dél-afrikai randot használja. A 21. század elején Zimbabwében is megjelent a hiperinfláció. A pénzromlás üteme 2004 elején 624% volt, majd ez az arány a későbbiekben visszaesett a három számjegyű pénzromlás alsó szintjére, majd 2006 decemberében ismét 1281,1% volt a pénzromlás üteme.
2007 áprilisában az inflációs ráta újabb, éves szinten számítva 3714%-os csúcsot ért el. A 2007. áprilisi havi inflációs adat meghaladta a 100%-ot, ami arra engedett következtetni, hogy az éves adat minden előrejelzést meghalad, mivel 100% feletti havi inflációt feltételezve ez éves szinten 400 000% feletti pénzromláshoz vezet. A 2007 közepén mért inflációs ráta szintén rekordot jelentett, a májusi éves becsült pénzromlás mértéke 4530% volt.
2007. június 21-én az Amerikai Egyesült Államok zimbabwei nagykövete, Christopher Dell, azt nyilatkozta a The Guardian hírlapnak, hogy a pénzromlás üteme év végére meghaladhatja az 1,5 millió százalékot. Jelenleg a nem hivatalos inflációs ráta 11 000% fölött van, és a feketepiacon a font sterlingért 400 000 zimbabwei dollárt kérnek.
2007. július 13-án a zimbabwei kormány bejelentette, hogy ideiglenesen szünetelteti a hivatalos inflációs statisztikák közlését, mellyel a megfigyelők szerint a kormány el akarja terelni erről a témáról a figyelmet, ami az ország gazdaságának addigi példa nélküli szégyenletes teljesítményét szimbolizálja.
2007. július 27-én a Zimbabwei Fogyasztói Tanács azt mondta, legfrissebb felméréseik alapján egy átlagos hattagú városi család kiadásai alapján számítva a júniusi havi infláció 13 000% fölött volt. A Központi Statisztikai Hivatal, a fogyasztói inflációs index hivatalos forrása arról ezt az adatot 2007 februárja óta nem hozta nyilvánosságra. Akkor az éves árszínvonal-emelkedés 1729% volt.
A Központi Statisztikai Hivatal szeptemberi jelentése szerint az augusztusi inflációs ráta 6592% volt.
2008 októberében az infláció 231 000 000%-ra nőtt. Magánszámítások alapján ez az adat 20 000%. Az októberi jelentésben szeptemberben a pénzromlás üteme 7892,1% volt. Ugyanez az adat egy hónappal később 14 840,5%

### Hiperinfláció

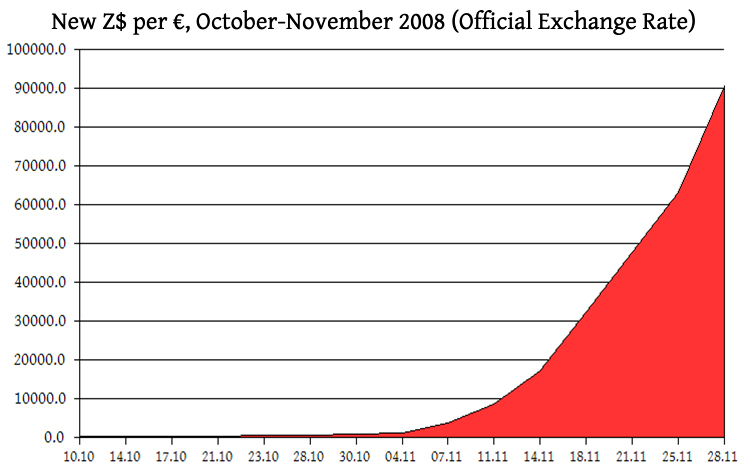
A zimbabwei dollár és az euró hivatalos átváltási árfolyama 2008 május–július között.

2007. november 12-én a Központi Statisztikai Hivatal vezető statisztikusa, Moffat Nyoni bejelentette, hogy a továbbiakban lehetetlen meghatározni a dollár inflációs rátáját. Ennek elsődleges oka az áruhiány, s emiatt nem állnak rendelkezésre az árváltozás kiszámításához szükséges alapadatok. Az IMF állítása szerint az éves inflációs ráta az előrejelzések szerint 100 000% fölé fog emelkedni.
2008. február 14-én a KSH bejelentette, hogy a 2007-es inflációs ráta 66 212,3%, egy amerikai dollár hivatalos ára pedig 7,1 millió zimbabwei dollár volt.
A KSH február 20-i jelentése szerint az infláció mértéke meghaladta a 100 000%-ot, s az akkori értéke 100 000% volt. A februári adat a Financial Gazette (FinGaz) értesülései szerint 164 700%, míg a Zimbabwe Independent május 21-i adatai alapján az áprilisi adat 355 000% volt.
Az SW Radio Africa május 21-én azt közölte, hogy egy független pénzügyi csoport véleménye szerint az ahavi infláció az országban 1 063 572,6%-ra fog ugrani. Az állami statisztikai szolgálat azt jelentette, hogy az áruhiány és a boltok üressége miatt nincs elég adat a hivatalos inflációs ráta kiszámításához.
Június 26-án a Zimbabwe Independent arról számolt be, hogy a Központi Statisztikai Hivataltól származó legfrissebb mutatók alapján június 20-án az éves inflációs ráta 7 336 000 százalékponttal 9 030 000%-ra nőtt, s a hónap végére ennek az adatnak az értéke meghaladta a 10 500 000%-ot.
A The Sydney Morning Herald arról tudósított, hogy John Robertson, egy elismert zimbabwei közgazdász szerint a 2008. júniusi infláció két millió százalék is lehet. Robertson szerint a júliusi infláció 40–50 millió százalék körül lehet. Az egyéni termékek árának követhetetlensége miatt az inflációt itt már csak megbecsülni lehet.
A Központ Statisztikai Hivatal adatai szerint az éves infláció mértéke 2008. júliusban elérte a 21 millió százalékot. A havi pénzromlás mértéke 2600,2% volt.
2008 decemberére az infláció becsült értéke 6,5 oktillió decillió volt (65 után 107 nulla).

### Pénzkínálat (2006–2008)

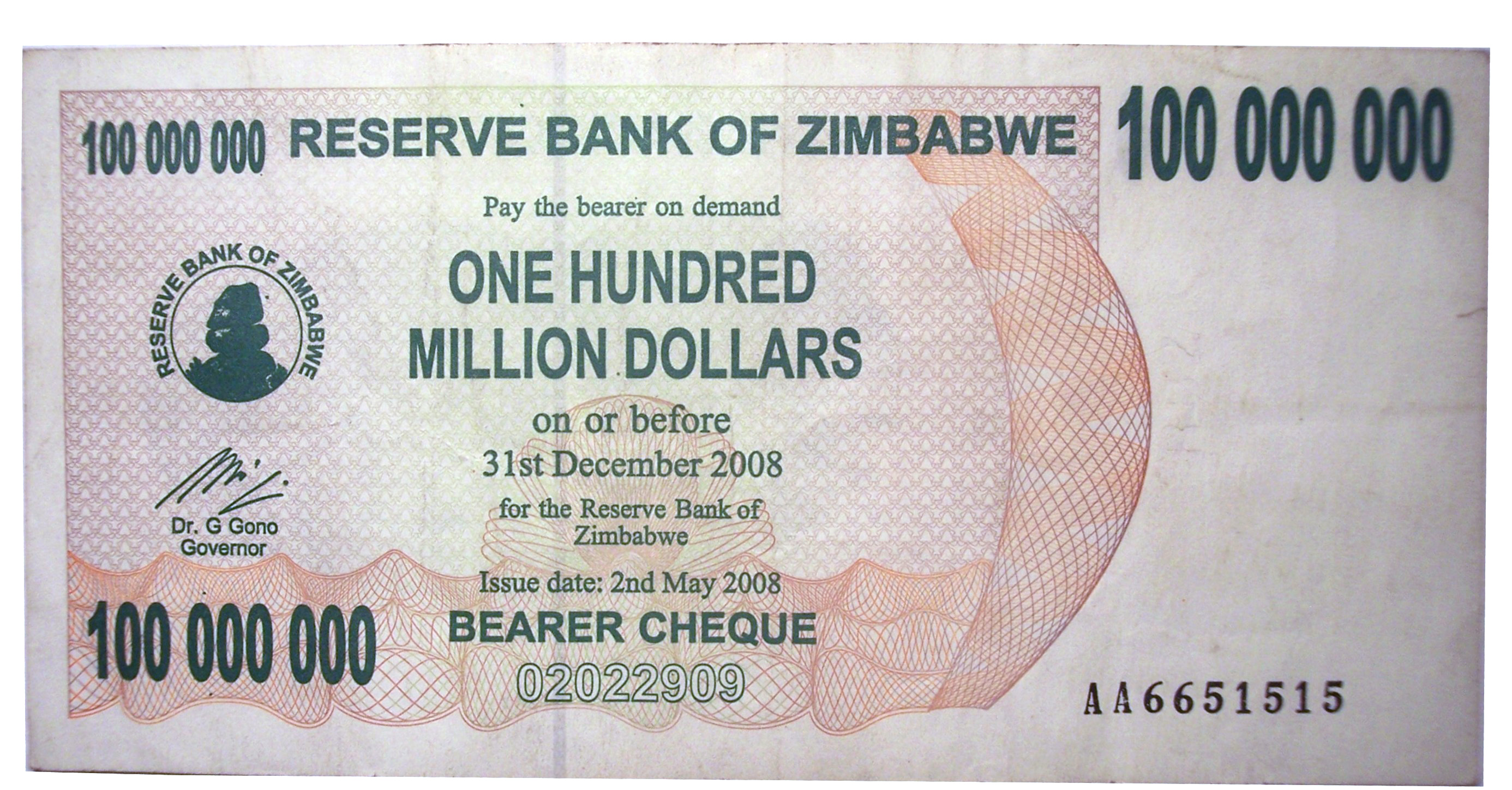
100 millió zimbabwei dollár

2006. február 26-án a zimbabwei központi bank elnöke, Gideon Gono bejelentette, hogy a kormány 21 billió dollár értékű pénzt nyomtatott, hogy olyan külföldi pénzt tudjon vásárolni, mellyel ki tudja fizetni az IMF-nél fennálló tartozását.  2006 május elején az ország kormánya bejelentette, hogy további 60 billió dollár értékben hoznak forgalomba fizetőeszközt. . A többletpénz-kínálatra a hadseregnél és a rendőrségnél végrehajtott 300%-os és a más közalkalmazottnak juttatott 200%-os fizetésemelésre nyújtott fedezetet. Ez a költség nem volt betervezve az adott költségvetési évre, és a kormány nem hozta nyilvánosságra az összeg forrását. Május 29-én a központi bank azt mondta, nagyjából 60 billió dollár (akkori értéken 592,9 millió amerikai dollár) kinyomtatását azért maradt el, mert a kormánynak nem volt elég külföldi valutája ahhoz, hogy tintát és megfelelő minőségű papírt vásároljon.
2006. augusztus végi jelentések szerint mintegy 10 billió régi dollárt, a kint lévő pénzkínálat nagyjából 22%-át nem váltották át az újonnan kibocsátott dollárra. Ezeket az üresre forgatott banki csekkeket kivonták a forgalomból.
2007. június 27-én azt jelentették, hogy Robert Mugabe, az ország elnöke arra utasította Gideon Gonót, hogy a közalkalmazottaknak valamint a katonáknak a 600, illetve 900%-kal hirtelen megemelt bérének kifizetésének biztosítása érdekében további egy billió dollárt hozzon forgalomba.
Július 28-án Mugabe bejelentette, hogy további bankjegyállományt hoznak forgalomba, hogy, biztosítsák az önkormányzati projektek pénzügyi hátterét.
Az augusztus 30-ai jelentések szerint további 3 billió dollárt nyomtattak, hogy ki tudják fizetni a megrendelt 500 000 talicskát, a 800 000 ökörvontatta ekét és a közelebbről meg nem határozott mennyiségű szarvasmarhát. 
Szeptember 3-án arról szóltak a hírek, hogy az árkontroll ellenére virágzik a feketepiac. Azok, akik mindössze havi 11 amerikai (2 millió zimbabwei) dollárért vállaltak munkát, a feketepiacon keresztül havi 166 amerikai dollárt is meg tudnak keresni.
A november 24-i jelentések szerint az ekkor elérhető pénzkínálat értéke 58 billió átértékelt zimbabwei (41 millió amerikai) dollár volt.. Azonban a zimbabwei bankoknál ebből mindössze 1-2 billió dollár volt, ami azt jelentette, hogy a népesség 56-57 billió dollárt készpénzben tartott magánál.
2008. január 4-én azt jelentették, hogy a pénzkínálat további 33 billió dollárral bővült.   Ezen felül elhalasztották a 200 000 dollár névértékű banki csekkállománynak a forgalomból történő kivonását, ami szintén a pénzkínálat bővüléséhez vezetett.
A tervezett 1, 5 és 10 millió dollár névértékű bankjegyek kibocsátásával január 18-án egy előre nem látható módon emelte meg a pénzkínálatot.
Gideon Gono január 21-i jelentése szerint december közepe óta 170 billió dollárral növekedett a pénzkínálat. Becslései szerint az ezt követő héten a forgalomban lévő pénz összértéke elérheti a 800 billió dollárt is.
Március 1-jén kiderült, hogy a The Sunday Times birtokába olyan dokumentumok kerültek, melyek szerint a Giesecke & Devrient müncheni székhelyű cég több mint 500 000 eurót kapott (382 000 font) hetente 170 billió zimbabwei dollár kinyomtatásáért.
A Zimbabwei Egyetemen tanító, a háborúk és a biztonság szakértőjének számító Martin Rupiya szerint „A rezsimet a pénznyomtatás tartja életben. Jelenleg nincs más kiút.”
A Zimbabwei Központi Bankban lévő belső forrás szerint a G&D hetente 432 000 ív bankpapírt szállított le a hararei Testvériség nyomdáiba, ahol előkészítették, hogy pénzt készítsenek belőle. Minden ívből 40 bankjegyet lehet készíteni, s abban az időben 10 milliós bankókat nyomtattak. Július 1-jén a német kormány nyomására a Giesecke & Devrient úgy döntött, a továbbiakban nem nyomtat zimbabwei bankjegyeket. 
A július 18-i Guardianben egy, a zimbabwei inflációval foglalkozó cikk azt állította, hogy egy tojás 50 billió dollárba kerül, a lóversenyeken 10 billiós, a lottózókban pedig 1,2 billió dolláros nyereményeket ígérnek. Azt is mutatták, hogy egy havi háborús segély akkor 109 billió zimbabwei dollár volt. Ez 74 amerikai cent értékének felel meg. A boltok csak akkor fogadnak el csekkeket, ha a vásárló a feltüntetett ár duplájáról állítja azt ki, mivel a csekk beváltásáig már annyira felmennek az árak, s az emberek legfeljebb 100 billió dollárt tudnak felvenni bankautomatáknál.
Július 23-án egy osztrák–magyar, bécsi székhelyű vállalat megerősítette, hogy ők biztosították a zimbabwei nemzeti banknak a pénzek megtervezéséhez és kinyomtatásához szükséges szoftvereket és licenceket. Ez a Jura JSP nevű cég azt mondta, ha az Európai Unió úgy kívánja, abbahagyják a szoftver és a licencek biztosítását. Ezek nélkül a központi bank képtelen a már forgalomban lévőknél nagyobb címletű bankjegyeket előállítani.
Július 24-én a Zimbabwei Központi Bank bejelentette, hogy megfelelő mértékű tartalékok állnak rendelkezésére, és a számviteli rendszere képes az ilyen nagy összegek kezelésére. Bejelentette, hogy a következő pár nap folyamán intézkedéseket fog tenni a minimálisan kivehető pénzmennyiség emelése érdekében, és fel fogja készíteni erre a számítástechnikai rendszert is. Jelenleg a kormány napi 100 millió dollárban maximálta a kivehető készpénz összegét, melyért még kenyeret sem lehet venni. A számítástechnikai rendszer nem képes ekkora számokat kezelni, egy nagy bank ATM-jei lefagynak, nem képesek ekkora mértékben a nullákat kezelni. Ugyanezen a napon tette közzé a Kereskedelmi Menedzsment Szervezet, hogy 1,2 billió dollár ér annyit, mint egy angol font.

### Harmadik dollár
2008. július 30-án Gono bejelentette, hogy felértékelik a zimbabwei dollárt. Augusztus 1-jei hatállyal a 10 milliárd dolláros 1 amerikai dollárt fog érni. A denominizáció hatására 5, 10 és 25 dolláros érmék és 5, 10, 20, 100 és 500 dolláros címletű bankjegyek kerülnek forgalomba. Bár a Giesecke & Devrient többet nem nyomtat zimbabwei papírpénzt, addig a The Daily Telegraph arról számolt be, hogy az új pénzeket még a jó viszony megromlása előtt kinyomtatták, s azóta ezeket raktárban tartják.
2008. szeptember 13-án a pénzkínálat szűkössége valamint a zimbabwei pénz elértéktelenedése miatt de facto hivatalos fizetőeszközökké nyilvánították a külföldi fizetőeszközöket is.
2008. szeptember 19-én az RBZ forgalomba hozott egy 1000 dollár címletű bankjegyet. Tíz nappal később, mikor az  átváltási árfolyam elérte a 270 000 ZWD 1 USD szintet, a jegybank új, 10 000 és 20 000 dolláros címleteket vezetett be.
2008. október 13-án kijött az 50 000 dolláros. Mivel az infláció mértéke még mindig milliós, milliárdos százalékokat jelentett, a jegybank bejelentette, hogy november 3-án új bankjegycsomagot hoz forgalomba, melynek tagjai 100 000, 500 000 és 1 000 000 dollár névértékűek lesznek. 2008. november 5-én magánszemélyek készpénzfelvételi limitjét 500 000, míg vállalatok korlátját 1 000 000 dollárra emelték.
2008. december 4-én a készpénzfelvételi limit heti 100 millió dollárra történő emelésével együtt bevezették az 50 és 100 millió dolláros bankjegyeket. Két nappal később, december 6-án az RBZ bejelentette, hogy forgalomba hozza a 200 000 000 dolláros bankjegyet, s ez a következő héten meg is történt. December 12-én bejelentették az 500 000 000 dolláros megjelenését. December 12-én az 500 millió dolláros bankjegyért 8 amerikai dollárt lehetett kapni. Kevesebb mint fél év kihagyás után ismét visszatértek a forgalomba a milliárdos címletű bankjegyek, mikor december 19-én elkezdték az 1, 5 és 10 milliárd dolláros nyomtatását.
| Pénzkínálat (ZWD)            | 45 billió  |              |                      |            |               |               |             |                      |          |
| Dátum                        | 2006 (Aug) | 2006 (Szept) | 2007 (Nov)           | 2007 (Dec) | 2008 (Jan 21) | 2008 (Jan 28) | 2008 (Márc) | 2008 (Jún)           | 2008 (-) |
| Pénzkínálat (leértékelt ZWD) | 45 billió, | 35 billió    | 58 billió; 67 billió | 100 billió | 170 billió    | 800 billió    | 25 billió   | több mint 900 billió | -        |

## Érmék
1980-ban 1,5, 10, 20 és 50 centes, valamint 1 dolláros névértékben bocsátottak ki. Az egy centest bronzból, a többi címletet kupro-nikkelből verték. A bronzot 1989-ben bronzzal bevont acél váltotta fel. 1997-ben bevezették a két dolláros érmét. Az addigi kupro-nikkelből vert 2, 5, 10, 20 és 50 centest valamint az ugyanilyen anyagból készített 1 dollárost nikkelbevonatú acélpénzek váltották fel, s bevezették a két fémből készített 5 dollárost. az érmék továbbra is törvényes fizetőeszközök, azonban numizmatikai értékük miatt ma már csak zsetonokként használják őket a zimbabwei kaszinókban.
A központi bank 2005 júniusában jelentette be, hogy új, 5 és 10 ezer dollár névértékű érmék bevezetését tervezi.. Azonban ezek az érmék soha nem készültek el.

## Bankjegyek és csekkek

### Első dollár
1980-ban az ország központi bankja 2, 5, 10 és 20 dolláros névértékben bocsátott ki bankjegyeket. Ezeket 1994-ben az 50, 1995-ben a 100, 2001-ben az 500, majd 2003-ban az 1000 dolláros bankó bevezetése követte.
2003-ban a növekvő infláció hatására a nemzeti bank elkezdett 1000, 2000, 5000, 10 000, 20 000, 50 000 és 1 000 000 dolláros címletben utazási csekkeket kiállítani. Ezeket később üresre forgatott csekkekkel helyettesítették, s ugyanekkor bevezették az 5000, 10 000 és 20 000 dolláros névértékűeket is, melyeket 2006-ban az 50 000 és 1 000 000 dolláros követett.

### Második dollár
2006. augusztus 1-jén bevezették az új pénzt, melyből a kezdetekben 1, 5, 10 és 50 centes, valamint 1, 10, 20, 50, 100, 500, 1000, 10 000 és 100 000 dolláros névértékűt hoztak forgalomba. Létezik 5 dolláros is, de ez a központi banknak egyik kiadványában sem szerepel. 2007. február 1-jén bevezették az 5000, majd március 1-jén az 50 000 dolláros csekket. A 200 000 dollárost augusztus 1-jén hozták forgalomba.
2007. november 14-én azt jelentették, hogy a központi bank 500 000 és 1 000 000 dolláros kibocsátását tervezi, s az év decemberében forgalomba is kerültek, s a 10 000 dollár alatti csekkeket a továbbiakban nem állítottak elő.
Gideon Gono december 19-én bejelentette, hogy új, 250 000, 500 000 és 750 000 dolláros csekkeket hoztak forgalomba, s másnap már ezek is elérhetőek lesznek, s 2008. január 1-jétől az addigi legnagyobb értékű, 200 000 dolláros csekket kivonják a forgalomból. A felmerült problémák miatt azonban 2008. decemberig még ezek is forgalomban vannak.
Egy 2008. január 16-án tartott sajtótájékoztatón a következőket mondták: „Pénteki (január 18-i) hatállyal a Zimbabwei Központi Bank a következő címletű csekkeket bocsátja ki: egy millió dollár (akkori hivatalos értéke 22 euró, azonban valójában csak 33 centnek felelt meg), öt millió dollár és tíz millió dollár.”
„Ezen felül a készpénzforgalom megkönnyítése érdekében az addigi napi 50 millió dolláros készpénzfelvételi keretet fejenként 500 millióra emeljük. Ez a rendelkezés péntektől hatályos.”
A Zim Independent és a Zim Online április 14-én azt jelentette, hogy április 4-től öt és húsz millió dolláros papírpénzeket is nyomtatnak. Az RBZ ezzel egyidejűleg a napi készpénzfelvételi korlátot öt milliárd dollárra emelte.  
Május 5-én azt jelentették be, hogy a következő napon forgalomba kerül a 100 és a 250 millió dolláros címlet. Ezzel egyidejűleg került bejelentésre a lebegtetett árfolyamrendszer bevezetése.
Május 15-étől köztudomású,hogy május 20-tól bevezetésre kerül az 500 millió dolláros címlet is. Ezzel egyidejűleg jelentették be az 5, 25 és 50 milliárd dolláros mezőgazdasági csekk bevezetését is. Ez utóbbiak 2008 végéig érvényesek.
A Los Angeles Times július 14-én arról számolt be, hogy a német vállalat abbahagyta a bankjegyek elkészítéséhez szükséges papír szállítását Zimbabwe irányába, a kormány Fidelity nevű nyomdájának, ahol az ország papírpénzeit készítik. A gépek állandó használata ezek elromlásához vezetett, és a megszerelésükhöz szükséges alkatrészeket a továbbiakban nem szállítanak Zimbabwének.
Július 19-én nyilvánosságra hozták, hogy 21-től elkezdik a 100 milliárd dolláros mezőgazdasági csekk nyomtatását.

### Harmadik dollár
A zimbabwei dollár 2006. augusztusi átértékelése óta folyamatosan egy harmadik dollár bevezetéséről folynak a viták, s egyre több, ilyen irányú igénnyel lépnek fel. 2007 elején voltak először olyan tervek, melyek szerint a leértékelést követően megváltoztatják a bankjegyek külsejét. Azonban ezekből a tervekből valójában semmi nem lett. Októberben új terveket jelentettek be, de ezt rögtön el is napolták a 2007 októberi, fenyegetően közelinek nevezett devalváció utánra, 2008-ra. Ezek szerint a tervek szerint négy nullát vágtak volna le, és az új pénznek Sunrise 2 lett volna a neve. Azonban 2007. december 18-án olyan hírek láttak napvilágot, melyek szerint továbbra is nyomtatják a 200 000 dolláros csekkeket, s így egyre bizonytalanabb az átértékelés. Azóta még újabb címletek jelentek meg.
2008. július 30-án a Zimbabwei Nemzeti Bank bejelentette, hogy augusztus 1-jétől új dollárt vezet be, mely a régi dollárból tíz nulla levágása után jön létre. Az első dollár időszakában használatos 10, 20 és 50 centes, valamint az 1, 2, és 5 dolláros érmék ismét névértékükön elfogadandó hivatalos fizetőeszközzé váltak, (így a valóságban értékük a tízmilliárdszorosára emelkedett), s ezeken felül bevezették a 10 és 25 dolláros érméket valamint az 1, 5, 10, 20, 100 és 500 dolláros bankjegyeket. Az új pénz bevezetését követően a régi pénznemben denominált csekkek 2008. december 31-ig maradhatnak forgalomban.

## Árfolyamtörténet

### Első dollár
Az első dollár 1976-os bevezetéskori 0,788 zimbabwei dollár egyenértékű 1 USD-vel árfolyamról annyira elértéktelenedett, hogy 2006-ban milliókat kellett adni egy amerikai dollárért.
Az alábbi táblázat a valutaárfolyamokat mutatja be.
| ZWD per 1 USD            | 1            | 10          | 100        | 1000       | 10 000                                                        | 100 000     | 500 000+                                  |             |            |             |
| Év                       | 2006 (VIII)  | 2006 (IX)   | 2006 (XII) | 2007 (I)   | 2007 (II.)                                                    | 2007 (III.) | 2007 (IV.)                                | 2007 (V.)   | 2007 (VI.) | 2007 (VII.) |
| Átértékelt ZWD per 1 USD | 650          | 1000        | 3000       | 4800       | 7500                                                          | 26 000      | 35 000                                    | 50 000      | 400 000    | 300 000     |
| Év                       | 2007 (VIII.) | 2007 (IX.)  | 2007 (X.)  | 2007 (XI.) | 2007 (XII.)                                                   | 2008 (I.)   | 2008 (II.)                                | 2008 (III.) | 2008 (IV.) | 2008 (V.)   |
| Átértékelt ZWD per 1 USD | 200 000      | 600 000     | 1 000      | 1 500 000  | 4 000 000 (EFTS) és ~2 000 000 (készpénz) lásd a megjegyzést. | 6 000       | 16 000 000 és 20 000 000 (nagy tétellben) | 70 000      | 100 000    | 777 500 000 |
| Év                       | 2008 (VI.)   | 2008 (VII.) |            |            |                                                               |             |                                           |             |            |             |
| Átértékelt ZWD per 1 USD | 40 928 000   | 724 346 000 |            |            |                                                               |             |                                           |             |            |             |

Megjegyzés: Mikor 2007 decemberében hiány volt a bankjegyekből, az EFTS-en keresztül történt átutalásoknál nagyjából 4 millió dolláros emelt árat kellett fizetni, míg ez a díj készpénznél 2 millió dollár körül mozgott.

### Második dollár
A második dollárt 2006. augusztus 1-jén vezették be, induló árfolyamakor 1 USD-ért 250 zimbabwei dollárt kértek el. 2008. júliusban szintén átértékelték a dollárt, s ekkor 10 000 000 000 második dollárért adtak egy harmadik dollárt.
Ez a táblázat részletesebben közli az amerikai dollárnak a zimbabwei dollárban mért ellenértékét.
| Dátum                       | Hivatalos árfolyam | Szabadpiaci árfolyam | Megjegyzések |
| --------------------------- | --- | --- | --- |
| 1978                        | R$0.6788 (IV.) | n/a | R$ az amerikai dollárhoz volt kötve |
| 1980. április 18.           | R$0.68 (II.) | n/a | R$ az FRF, DEM, ZAR, CHF, GBP, USD valutákból álló kosárhoz lett rögzítve |
| 1980. április 18.           | R$0.68 (II.) | n/a | Április: Függetlenség (1 Z$ = 1 R$) |
| 1982                        | 0,8925– 0,9140 (XII.) | – | A ZWD-t 16,5%-kal értékelték le |
| 1983                        | 0.96135 (I.) | 3.18 (VII.) | a ZWD-t 5%-kal értékelték le A szabadpiaci árfolyam 231%-kal magasabb |
| 1983 (VIII.) to 1993 (XII.) | 0,96135 – 6,82 | | Flexibilis valutakosár, kettős árfolyam, munkabér 20%-os adója. |
| 1994                        | 6,82 (I.) | 8,36 (X.) | lebegő árfolyam, kettős árjegyzés, a ZWD 17%-kal leértékelődik. |
| 1995                        | 8,26 (I.) | 8,85 (X.) | lebegő hivatalos árfolyam, kettős árfolyamjegyzés, ezeket 1998-ban egységesítik |
| 1996                        | 9,13 (I.) | 10,52 (X.) | lebegő hivatalos árfolyam, kettős árfolyamjegyzés, ezeket 1998-ban egységesítik |
| 1997                        | 10,50 (I.) | 12,00 (I.); 25,00 (XI.) | lebegő hivatalos árfolyam, kettős árfolyamjegyzés, ezeket 1998-ban egységesítik |
| 1998                        | 18,00 (I.) | 16,65 (VI.); 19,00 (Jul); 23.50 | lebegő hivatalos árfolyam, kettős árfolyamjegyzés, ezeket 1998-ban egységesítik |
| 1999                        | 36,23 (I.) | 38,30 (IX.) | 1999. március 31-én a hivatalos átváltási árfolyamot 38:1 arányban rögzítették. |
| 2000                        | 38–55 | 56–62 (VII.); 65–70 (VIII..) | 2000 augusztusában a hivatalos átváltási árfolyamot 50:1, majd 51:1, végül 55:1 szinten rögzítették. A feketepiacon ennél magasabb árfolyamokon lehetett váltani, majd novemberben a külföldi valutaváltókat bezárták. |
| 2001                        | 55 | 70 (I.); 80 (II.); 100 (III.); 120 (IV.); 140 (V.); 160 (VI.); 250 (VII.); 300 (VIII.); 400 (IX.); 300 (X); 320 (XI.); 340 (XII.) | |
| 2002                        | 55 | 380 (I.) 710 (VI.), 1400 (VII) 1740 (X.) 1400 (XII.) | 2002-ben elszaporodtak a feketepiac résztvevői. |
| 2003                        | 55 (I.); 824 (II.) | 1400 (I.); 1450 (II.); 2300 (V.); 3000 (VII.); 6000 (VIII.); 6400 (X.); 6000 (XI.) | 2003 februárjában új szinten, 824:1 zimbabwei dollár/amerikai dollár árfolyamon rögzítették a valuta hivatalos árfolyamát.                                                                                             |
| 2004                        | 824 (I. 1); 4196 (I. 12) 5730 (XII.) | 5500 (I. 1) 6000 (XII.) | 2004 januárjában a központi bank felügyelete mellett félhetente aukciókat tartottak, hogy kiderítsék a piaci árfolyamot.                                                                                               |
| 2005                        | 5.730 (I.); 6.200 (III.); 9.000 (V.); 10.800 (VII. 18); 17.600 (VII. 25); 24.500 (VIII. 25); 26.003 (IX.); 26.003 (X.); 60.000 (XI.); 84.588 (XII. 30) | 6.400 (I.); 14.000 (III.); 20.000 (V.); 25.000 (VII. 18); 45.000 (VII. 25); 45.000 (VIII. 25); 75.000 (IX.); 80.000–100.000 (X.); 90.000 (XI.); 96.000 (XII. 30) | Augusztus 24-én a zimbabwei dollár lett nominálisan a világ legkevésbé:értékes pénze. |
| 2005                        | 5.730 (I.); 6.200 (III.); 9.000 (V.); 10.800 (VII. 18); 17.600 (VII. 25); 24.500 (VIII. 25); 26.003 (IX.); 26.003 (X.); 60.000 (XI.); 84.588 (XII. 30) | 6.400 (I.); 14.000 (III.); 20.000 (V.); 25.000 (VII. 18); 45.000 (VII. 25); 45.000 (VIII. 25); 75.000 (IX.); 80.000–100.000 (X.); 90.000 (XI.); 96.000 (XII. 30) | 2005 novemberétől abbahagyták a reendszeres valutaaukciókat, és bejelentették, hogy innéttől a piac szabadon alakítja ki az árfolyamot.                                                                                |
| 2006 (VII. 31-ig)           | 85.158 (I. 3); 99.201.58 (I. 24); 101.195,54 (IV. 28)                                                                                                  | 100.000 (I. 6); 106.050 (I. 19); 115.000 (I. 20); 125.000–150.000 (I. 25); 175.000–190.000 (II. 24); 205.000–220.000 (III. 03); 220.000–230,000 (IV. 13); 300.000–310.000 (V. 25); 315.000 (VI. 09); 340.000–350.000 (VI. 16); 400.000 (VI. 21); 450.000 (VII. 01); 520.000 (VII. 09); 550.000 (July 27) | A közgazdászok a nem hivatalos árfolyam 2006 közepi értékét 250.000 dollárra teszik. |

| Dátum | Dátum      | Hivatalos árfolyam | Szabadpiac | Megjegyzések |
| ----- | ---------- | --- | --- | --- |
| 2006  | Augusztus  | 250 (250.000 régi) | 550 (VIII. 1); 650 (VIII. 03); 650–700 (VIII. 24) | augusztus 1: A központi bank újraértékeli a dollárt, melynek során 1000 régi dollár lesz egyenlő 1 új dollárral. A hivatalos amerikaidollár-árfolyamot 250 zimbabwei dollárban határozták meg. (A szabadpiacon 600 ZWD-nél is többet kell adni egy USD-ért) |
| 2006  | Szeptember | 250 (250.000 régi) | 700–800 (IX. 8 – nagy volumenű váltásnál) ; 850 (IX. 14); 1.2001–.300 (IX. 28) vagy nagy összegű váltásnál 1.500 (IX. 29) | |
| 2006  | Október    | 250 (250.000 régi) | 1.500 (X. 12); | |
| 2006  | November   | 250 (250.000 régi) | 1.700 (XI. 6); 2.000 (XI. 19); 2.400 (XI. 29); | |
| 2006  | December   | 250 (250.000 régi) | 3.000 (XII.. 25) | |
| 2007  | Január     | 250 | 3.200 (11. ); 3.500 (18. ); 4.000 (20. ); 4.200 (23. ); 6.000 (26. ) | |
| 2007  | Február    | 250 | 4.800 (2. ); 5.000 (12. ); 6.600 (23. ); 7.000 (27. ) | |
| 2007  | Március    | 250 | 7.500 (1. ) 8.000 (2. ); 10.000 (8. ); 11.000 (11. ); 12.000 –17.500 (16. ); 16.000 (19. ); 20.000 (21. ); 24.000 (22. ); 25.000 (27. ); 26.000 (29. ) | Március 21 táján a zimbabwei dollár lett a világ leggyengébb valutája. |
| 2007  | Április    | 250 (15.000 speciális árfolyam) | 30.000 (1. ); 15.000 (7. ); 20.000 (8. ); 25.000 (11. ); 35.000 (15. ) | A 15.000 zimbabwei dollárért kapható USD egy olyan speciális árfolyam, melet a kormány csak a bányászatban, a mezőgazdaságban dolgozóknak, az utazásszervezőknek a nemkormányzati szervezeteknek, a követségeknek, a külföldön élő zimbabweieknek és azoknak biztodsít, akik valutát akarnak beváltani. Az exportóröknek a jobb átváltási árfolyam érdekében a központi banknbál kellett pénzüket átváltani. |
| 2007  | Május      | 250 (15.000 speciális árfolyam) | 28.000 (10. ); 32.000 (18. ); 38.000 (20. ); 40.000 (22. ); 45.000 (24. ); 50.000 (29. ) | |
| 2007  | Június     | 250 (15.000 speciális árfolyam) | 55.000 (3. ); 60.000 (12. ); 75.100 (13. ); 120.000 (16. ); 205.000 (20. ); 300.000 (22. ); 400.000 (23. ) | |
| 2007  | Július     | 250 (15.000 speciális árfolyam) | 270.000 (5. ); 300.000 (14. ) | |
| 2007  | Augusztus  | 250 (15.000 speciális árfolyam) | 200.000 (21. ) | |
| 2007  | Szeptember | 30.000 | 250.000 (7. ); 280.000 (14. ); 340.000 (18. ); 500,000 (26th ); 600,000 (29th ) | A hivatalos átváltási árfolyamot 2007. szeptember 7-én 3000 ZWD/1 USD-re módosították |
| 2007  | Október    | 30.000 | 750.000 (17. ); 1.000.000 (19. ) | |
| 2007  | November   | 30.000 | 1.200.000 (1. ); 4.500.000 (14. ) (not confirmed); 1.400.000 (24. ); 1.500.000 (30. ) | |
| 2007  | December   | 30.000 | 1.800.000 (1. ); 4.000.000 (3. ) | A 2007 decemberére kialakult pénzszűke miatt Due to the Dec 2007, banknote shortage, funds transferred via Electronic Funds Transfer Systems (EFTS) bore a premium rate of about $4 million, while the cash transaction rate varied around $2 million. |
| 2008  | Január     | 30.000 | 1.900.000 (3. ); 2.000.000 (4. ); 3.000.000 (8. ); 4.500.000 (19. ); 5.000.000 (21. ); 6.000.000 (24. ) | |
| 2008  | Február    | 30.000 | 7.500.000 (13. ); 8.500.000 (18. ); 16.000.000, nagyobb összegeknél 20.000.000 (21. ) | |
| 2008  | Március    | 30.000 | 24.000.000 (2. ); 25.000.000 (5. ); 46.000.000 (10. ); 70.000.000 (19. ) | Az OMIR egy olyan árfolyam,m melyet az Old Mutual részvényeinek a Zimbabwei Tőzsdén tapasztalható árát elosztják a Londoni Tőzsdén tapasztalható árfolyammal. Ezzel meghatározzák a fonthoz viszonyított árfolyamot, majd ezt számítják át amerikai dollárra 69.226.148,58 (OMIR árfolyam március 17-re) |
| 2008  | Április    | 30.000 | 80.000.000 (17. ); 85.000.000 (24. ); 100.000.000 (26. ) | |
| 2008  | Május      | 30.000 (Május 4); 168.815.333,33 (Május 5); 187.073.022,88 (Május 6); 190.429.449,18 (Május 7); 204.565.727,39 (Május 8); 210.389.632,00 (Május 9); 216.528.794,21 (Május 12); 224.832.332,83 (Május 13); 236.706.849,48 (Május 14); 246.433.371,43 (Május 15); 255.771.415,67 (Május 16); 275.335.294,12 (Május 19); 303.753.731,48 (Május 20); 337.341.911,76 (Május 21); 369.632.426,29 (Május 22); 405.870.411,18 (Május 23); 434.449.294,12 (Május 27); 486.485.294,12 (Május 28); 529.336.764,71 (Május 29); 580.678.132,35 (Május 30) Archiválva 2008. március 25-i dátummal a Wayback Machine-ben                                                     | 190.000.000 (1. ); 200.000.000 (6. ); 250.000.000 (13. ); 315.000.000 (16. ); 498.000.000 (22.); 494.000.000 (23.); 580.000.000 (28.); 703.000.000 (29.); 777.500.000 (30.) | Május 6-án engedték lebegni az árfolyamot |
|       | Június     | 647.863.191.18 (2.); 718.489.852,94 (3.); 843.884.558,82 (4.); 969.647.058,82 (5.); 1.105.887.222,22 (6.); 1.365.130.333,33 (9.); 1.679.946.944,44 (10.); 2.150.078.888,89 (11.); 2.904.111.111,11 (12.); 3.524.549.987,29 (13.); 4.276.736.111,11 (16.); 4.952.500.000,00 (17.); 5.817.192.485,76 (18.); 6.718.055.555,56 (19.); 7.437.184.423,78 (20.); 8.260.031.632,83 (23.); 9.005.149.886,88 (24.); 9.801.839.921,51 (25.); 10.594.701.303,45 (26.); 11.378.472.550,24 (30.) Archiválva 2008. március 25-i dátummal a Wayback Machine-ben | 971.500,000 (1.); 1.123.000.000 (3.); 1.221.500.000 (4.); 1.964.500.000 (5.); 2.159.000.000 (6.); 2.601.000.000 (7.); 3.022.000.000 (9.); 4.373.000.000 (10.); 4.912.000.000 (11.); 5.131.000.000 (12.); 6.164.500.000 (13.); 7.263.000.000 (16.); 9.288.500.000 (17.); 13.999.000.000 (18.); 17.169.000.000 (19.); 19.456.000.000 (21.); 21.888.000.000 (23.); 22.031.000.000 (24.); 31.720.500.000 (26.); 40.928.000.000 (30.)                                             | 967.480,942 (OMIR 2.); 1.746.899.809 (OMIR 3.); 3.047.030.834 (OMIR 4.); 16.044.776.323 (OMIR 19.); 17.039.490.724 (OMIR 20.); 34.910.587.875 (OMIR 23.); 78.479.941.887 (OMIR 24.); 62.024.868.786 (OMIR 25.); 64.575.990.281 (OMIR 26.); 164.312.344.622 (OMIR 30.) |
|       | Július     | 12.226.034.516,65 (1.); 13.350.764.705,88 (2.); 14.345.060.331,82 (3.); 15.183.703.996,98 (4.); 16.204.996.229,26 (7.); 17.066.529.677,98 (8.); 17.883.023.378,58 (9.); 18.681.527.512,36 (10.); 19.489.294.117,65 (11.); 20.170.317.159,13 (14.); 21.460.313.914,03 (15.); 23.356.231.572,65 (16.); 25.389.017.580,37 (17.); 27.164.677.690,87 (18.); 30.201.803.133,32 (21.); 34.749.797.812,59 (22.); 39.129.724.504,88 (23.); 43.319.583.395,92 (24.); 48.679.445.871,90 (25.); 54.036.639.077,74 (28.); 58.886.562.526,04 (29.); 63.761.761.010,94 (30.); 69.484.070.056,18 (31.); (Forrás Archiválva 2008. március 25-i dátummal a Wayback Machine-ben) | 53,049,500,000 (1.); 65,797,000,000 (7.); 102,351,000,000 (8.); 145,624,500,000 (11.); 151,425,393,163 (11.); 193,014,500,000 (14.); 200,414,514,369 (14.); 274,200,889,709 (15.); 288,072,000,000 (16.); 325,110,110,211 (16.); 312,078,000,000 (17.); 360,067,627,848 (17.); 375,905,884,077 (18.); 425,276,250,000 (18.); 601,629,565,430 (21st); , 650,859,134,057 (22nd) 751,089,467,956 (23rd); 555.000.000.000 (25.): 758.530.000.000 (30th); 510.000.000.000 (31st): | 142,024,433,315 (OMIR 1.); 129,140,850,245 (OMIR 2.); 109,689,985,935 (OMIR 3.); 113,028,111,843 (OMIR 4.); 202,409,619,045 (OMIR 7.); 173,176,356,278 (OMIR 8.); 126,117,317,180 (OMIR 9.); 139,534,966,792 (OMIR 10.); 189,961,549,747 (OMIR 11.); 194,840,848,150 (OMIR 14.); 236,850,692,832 (OMIR 15.); 241,421,049,361 (OMIR 16.); 270,477,236,528 (OMIR 17.); 404,332,849,598 (OMIR 18.); 502,683,475,196 (OMIR 21.); 687,860,375,011 (OMIR 22.); 495,932,559,520 (OMIR 23.); 488,452,876,313 (OMIR 24.); 619.334.351.928 (OMIR 25.); 525.086.664.547 (OMIR 28.); 456.921.446.064 (OMIR 30.); 669.809.343.407 (OMIR 31.); (Forrás ) |

### A piaci információk visszaállítása
A 2008. április 30-i zimbabwei jegybankreform előtti utolsó hónapban az összes népszerű devizaátváltó oldal az 1 USD 30 000 ZWD árfolyamot használta. Mindezt annak ellenére tették, hogy óriási különbség volt ezen és a szabadpiacon érzékelhető adatok között. 2008. május 23-ra a Bloomberg és az Oanda elkezdett a nagyjából szabadnak tekinthető zimbabwei bankok jegyzési árfolyamaiból lebegő árfolyamot számítani. A Yahoo Finance azonban csak júliusban kezdte el használni a feltöltött hivatalos árfolyamokat, bár a tizedesvesszőt hat helyi értékkel eltolta. Ezek a lebegő árfolyamok még mindig eltérhettek az olyan kevésbé szabályozott piacokon kialakulóktól, mint a Harere utcáin gazdát cserélő papírpénzek esetében. Az árfolyamok eltérésének fő oka a készpénzhiány vagy a devizakereskedelem szabályozására a 150 USD-nál nagyobb értékű váltásokra kivetett adó lehetett.

### Harmadik dollár
| A harmadik dollár árfolyamai (ZWR) | A harmadik dollár árfolyamai (ZWR) | A harmadik dollár árfolyamai (ZWR) | A harmadik dollár árfolyamai (ZWR) | A harmadik dollár árfolyamai (ZWR) | A harmadik dollár árfolyamai (ZWR) |
| Dátum                              | Dátum                              | Hivatalos árfolyam (Forrás : Archiválva 2008. március 25-i dátummal a Wayback Machine-ben) | Feketepiaci árfolyam (Sources: † / ‡ ) | Old Mutual Implied Rate (OMIR Source: ) | Megjegyzések |
| ---------------------------------- | ---------------------------------- | --- | --- | --- | --- |
| 2008                               | Augusztus                          | 7,58 (1.) 8,11 (4.) 8,94 (5.) 9,92 (6.) 10,93 (7.) 11,90 (8.) 13,19 (13.) 14,52 (14.) 15,80 (15.) 17,49 (18.) 18,84 (19.) 20,08 (20.) 21,55 (21.) 23,29 (22.) 25,34 (25.) 27,66 (26.) 29,91 (27.) 32,05 (28.) 34,83 (29.) | 40,53 †; 51 ‡ (1.); 61 ‡ (2.) 40,96 †; 66 ‡ (5.) 74 ‡ (8.) 41,79 † (11.) 110 ‡ (13.) 190 ‡; 64.12 † (14.) 230 ‡ (15.) 223.51 †; 375 ‡ (18.) 420 ‡ (19.) 430 ‡ (21.) 460 †; 440 ‡ (26.) 650 ‡; 700 † (27.) 1.400 †; 1.700 ‡ (29.) | 49,23 (1.) 38,35 (4.) 34,05 (5.) 39,41 (6.) 64,19 (7.) 48,13 (8.) 74,86 (13.) 138,46 (14.) 121,43 (15.) 168,84 (18.) 161,24 (19.) 185,33 (20.) 297,21 (21.) 393,30 (22.) 992,02 (25.) 749,47 (26.) 868,71 (27.) 1.330,10 (28.) 1.780,04 (29.) | Augusztus 1.: A Nemzeti Bank ismét átértékelte a dollárt: 10 billió ZWN (vagy 10 billió ZWD) értéke ezentúl 1 ZWR. Lásd még: "Zimbabwe’s re-valued currency after one month" includes a daily list of the ZWD parallel exchange rates in August 2008. |
| 2008                               | Szeptember                         | 37,15 (1st) 39,59 (2nd) 42,72 (3rd) 45,53 (4th) 48,79 (5th) 52,71 (8th) 58,10 (9th) 62,47 (10th) 67,52 (11th) 71,40 (12th) 77,69 (15th) 83,57 (16th) 88,70 (17th) 92,97 (18th) 96,43 (19th) 101,57 (22nd) 105,43 (23rd) 109,48 (24th) 114,61 (25th) 118,76 (26th) 125,75 (29th) 132,25 (30th)                                                       | 2.000 †; 2,498 ‡ (1.); 2.800 †; 3,650 ‡ (2.) 4.300 † (3.) 4.500 † (4.) 4.800 † 5.700 ‡; 7.500 (5.) 8.500 ‡ (8.) 14.000 † (9.) 20.000 †; 29.000 ‡ (11.) 30.000 (12.) 34.000 † (15.) 22.000 †; 34,000 ‡ (16.) 33.000 † (18.) 65.059 †; 59,652 ‡ (22.) 80.754 ‡ (23.) 140.251 †; 135.368 ‡ (24.) 271.915 ‡ (25.) 271.593 † (26.) 554.915 †; 360.707 ‡ (29th) Készpénz: 1.000 (25.) | 3,.62 (1.) 3.949 (2.) 4.311 (3.) 5.085 (4.) 11.815 (5.) 13.583 (8.) 11.608 (9.) 14.936 (10.) 25.384 (11.) 19.788 (12.) 18.888 (15.) 11.633 (16.) 22.837 (17.) 34.606 (18.) 37.997 (19.) 79.816 (22.) 131.237 (23.) 270.794 (24.) 247.618 (25.) 266.075 (26.) 557.362 (29.) 592.416 (30.) | |
| 2008                               | Október                            | 138,14 (1.) 145,62 (2.) 153,10 (3.) 160,46 (6.) 167,68 (7.) 176,33 (8.) 183,19 (9.) 198,93 (13.) 208,65 (14.) 217,72 (15.) 229,90 (16.) 244,05 (17.) 266,40 (20.) 290,92 (21.) 316,56 (22.) 345,18 (23.) 507,24 (28.) 558,53 (29.) 619,52 (30.) | 790.510 ‡; 1,000,000 (1st) 4.000 (Készpénz) (3.) 11.000 (Készpénz) (11.) 50.000.000 (16.) 100.000.000 (20.) 20.000 (Készpénz) (20.) Készpénz: 50,000 (24.) 11.939.980.000 ‡; 25.137 (Készpénz) ‡ (25.) 69.127 (Készpénz) ‡ (27th) 90.000 (Készpénz) (29.) | 1.418.021 (1.) 841.881 (2.) 660.732 (3.) 1.715.118 (6.) 2.305.440 (7.) 2.045.021 (8.) 3.161.381 (9.) 4.183.564 (10.) 7.667.426 (13.) 10.706.802 (14.) 20.129.927 (15.) 66.418.944 (16.) 121.013.052 (17.) 333.500.825 (20.) 1.220.071.643 (21.) 3.178.696.865 (22.) 26.867.910.902 (23.) 98.339.944.470 (24.) 101.338.478.626 (27. de) 70.547.871.952 (27. du) 233.621.089.202 (28. de) 250.783.986.568 (28. du) 509.148.077.013 (29. de) 916.918.295.246 (29. du) 2.443.676.912.678 (30. de) 3.949.870.500.674 (30. du) 6.674.757.281.553 (31. de) 11.851.630.480.952 (31. du) | November 3-án a központi bank felfüggesztette az elektronikus átutalást, így a bankok nem tudtak egymás között pénzeszközöket cserélni. |
| 2008                               | November                           | 769,68 (3.) 851,74 (4.) 922,96 (5.) 1.024,63 (6.) 2.850,37 (7.) 4.651,33 (10.) 6.626,39 (11.) 8.399,31 (12.) 10.788,70 (13.) 13.469,56 (14.) 17.398,16 (17.) 25.593,66 (18.) 30.320,43 (19.) 34.912,83 (20.) 38.128,72 (21) 44.182,50 (24.) 49.237,71 (25.) 56.197,60 (26.) 62.761,43 (27.) 70.197,01 (28.)                                         | 100.000 (Készpénz) (5.) 30.000.000.000.000 ‡; 200.000 (Készpénz) ‡ (7.) 28.400.000.000.000.000 ‡ (12.) 400.000 (Készpénz) (12.) 650.000 (Készpénz) ‡ (14.) 1.200.000 (Készpénz) ‡ (24.) | 12.405.270.255.015 (3. de) 35.179.473.949.600 (3. du) 118.066.516.958.323 (4. de) 216.162.327.532.185 (4. du) 267.539.344.335.978 (5. de) 225.497.447.368.896 (5. du) 193.012.615.772.476 (6. de) 134.838.399.549.100 (6. du) 182.325.758.081.729 (7. de) 663.325.716.143.026 (7. du) 1.680.757.577.947.650 (10. de) 22.410.101.039.302.100 (10. du) 44.754.638.846.288.100 (11. de) 27.157.406.063.618.700 (11. du) 18.237.844.841.170.300 (12. de) 12.981.054.269.303.500 (12. du) 19.148.534.621.367.600 (13. de) 41.974.524.821.395.400 (13. du) 62.136.238.923.283.400 (14. de) 183.025.618.461.867.000 (14. du) 251.649.721.203.565.000 (17. de) 642.371.437.695.221.000 (17. du) 661.229.327.046.568.000 (18. de) 447.591.739.042.251.000 (18. du) 439.481.070.796.885.000 (19.) 12.617.983.349.233.500 (20.) | A Nemzeti Bank november 13-án visszavonta a valós idejűátutalész biztosító rendszer felfüggesztését. November 26-án a zimbabwei újságok még mindig arról írtak, hogy az RTGS rendszer még mindig nem működik, és ennek egyik indoka az, hogy a zimbabwei kormány még mindig nem fizette ki rendszer átállításával megbízott céget. November 20-án a Zimbabwei Értéktőzsde, s ennek következtében az OMI is összeomlott, mikor nyilvánosságra kerültek az állítólagos piaci manipulációról szóló hírek. Emmanuel Munyukwi, a ZSE elnöke rávilágított arra, hogy a rengeteg nullára végződő csekkeket a rendsze nem bírta kezelni. November 20. óta nem kereskednek az Old Mutual részvényeivel, így ettől az időponttól kezdve nem lehet értelmes OMIR adatokat közzétenni. |
| 2008                               | December                           | align="right" 76.620.00 (1.) 83.613.46 (2.) 89.826.13 (3.) 100.330.21 (4.) 111.126.89 (5.) 128.734.67 (8.) 140.085.70 (9.) 154.661.25 (10.) 226,954.13 (11.) 404.294.50 (12.) 925.825.00 (17.) 1.151.656,00 (18.) 1.423.462,00 (19.) 1.748.530,00 (23.) 2.133.117,00 (24.) 2.772.25000 (29.) 3.641.246.00 (30.) 4.894,.67.,00 (31.)                 | 2.000.000 (Készpénz)‡ (2.) 5.300.000 (Készpénz)‡ (4.) 10.000.000 (Készpénz) (5.) 25,000,000 (Készpénz) (9.) 30,000,000 (Készpénz)‡ (10.); 60,000,000 (Készpénz) (12th) 150,000,000 (Készpénz)‡ (16th) 200,000,000 (Készpénz)‡ (17.) 600,000,000 (Készpénz)‡ (19th) 9,000,000,000 (Készpénz) (22.) 2,000,000,000 (Készpénz)‡ (24.)                                               | | |
| 2009                               | Január                             | 5.601.509 (2.) 6.386.667 (5.) 8.042.778 (7.) 8.676.674 (8.) 9.326.444 (9.) 10.148.113 (12.) 11.171.474 (13.) 13.856.763 (14.) 15.273.676 (15.) 16.744.890 (16.) 18.683.139 (19.) 20.215.883 (20.) 25.599.608 (21.) 30.577.532 (22.) 36.844.444 (23.) 44.796.944 (26.) 415.888.889 (27.) 1.407.917.306 (28.) 3.429.836.806 (29.) 7.039.188.034 (30.) | 40.000.000.000 (12.) 3.000.000.000.000 (15.) Archiválva 2009. február 18-i dátummal a Wayback Machine-ben 1.000.000.000.000 ‡(16.) 5.000.000.000.000 ‡(21.) 10.000.000.000.000 (22.) 13.000.000.000.000 (23.) 30.000.000.000.000 (27.) 40.000.000.000.000 (28.) Archiválva 2020. november 28-i dátummal a Wayback Machine-ben 100.000.000.000.000 (29.)                         | 35.000.000.000.000.000 (1st) – UN Rate 150.000.000.000.000.000 (29th) – UN Rate | |
| 2009                               | Február                            | 12.336.416.667 (2.) | 250.000.000.000.000 (1.) 300.000.000.000.000 (2.) | | |

## Fordítás
- Ez a szócikk részben vagy egészben  a   Zimbabwean dollar című angol Wikipédia-szócikk ezen változatának fordításán alapul.  Az eredeti cikk szerkesztőit annak laptörténete sorolja fel. Ez a jelzés csupán a megfogalmazás eredetét és a szerzői jogokat jelzi, nem szolgál a cikkben szereplő információk forrásmegjelöléseként.